# Collectanea Studiorum et Textuum
A Collectanea Studiorum et Textuum könyvsorozat a Collectanea Vaticana Hungariae társsorozata, amely 2015-ben indult útjára, és elsősorban hazai és egyéb vonatkozású kutatások eredményeit tartalmazza. A két series szerkesztését és kiadását 2017-től a Lendület-kutatócsoport jogutódja, az MTA-PPKE Fraknói Vilmos Római Történeti Kutatócsoport végzi.
A sorozat fővédnöke: Erdő Péter bíboros, Esztergom-budapesti érsek, Magyarország prímása. A sorozat szerkesztője: Tusor Péter. A szerkesztőbizottság tagjai: Adriányi Gábor (2006-tól), Buda Péter (2006-ig), Fazekas István, Füzes Ádám, Gárdonyi Máté, Rácz György, Solymosi László, Szovák Kornél (a Bizottság titkára), Szuromi Szabolcs Anzelm, Mons. Török József (2020-ig) (a Bizottság elnöke), Véghseő Tamás (2006-tól), Tóth Tamás (2011-től). A sorozat megjelentetésében 2007-től 2008-ig részt vevő Római Magyar Akadémia részéről: Csorba László (a Bizottság társelnöke), Kovács Péter (2008. májusig).
A sorozat gondozója a Gondolat Kiadó.

## Megjelent kötetei
A sorozatban 2017-ig 3 kötet jelent meg, két eltérő formátumban (osztályban/classisban), melyek teljes terjedelmükben online is elérhetők a www.institutumfraknoi.hu honlapon. A CST első osztályának (Classis I, B/5 formátum) ISSN-száma: 2064-8375; CST második osztályának (Classis II, A/5 formátum) ISSN-száma: 2064-9061.

### Classis I
- TUSOR PÉTER: „Írom kegyelmednek, mint igaz magyar igaz magyarnak”. Lippay György veszprémi és egri püspök, esztergomi érsek levelei magyar arisztokratákhoz, nemesekhez (1635–1665) (CST I/1), Budapest 2015. LIV + 544 p. + 9 melléklet (hasonmások, térkép)
- TÓTH KRISZTINA: A szombathelyi egyházmegye története Grősz József egyházkormányzása idején (1936–1944) (CST I/2), Budapest 2015. 326 p. + 4 melléklet (fényképek)

### Classis II
- TÖRÖK JÓZSEF–TUSOR PÉTER–TÓTH KRISZTINA (szerk.): Katolicizmus Magyarországon a II. Vatikáni Zsinat korában (CST II/1), Budapest 2015. pp. 436 + 2 melléklet (fényképek)

## Könyvészeti jellemzői
A sorozat első osztályának (Classis I) kötetei B/5-ös, míg második osztályának (Classis II) kötetei A/5-ös formátumúak. A kötetek puhatáblás kötésben elérhetőek, borítójuk piros színű. A szövegeket Misztótfalusi Kis Miklós (1650–1702) betűivel nyomtatták.